# Jean-Pierre Vaucher
Jean-Pierre Étienne Vaucher (27. dubna 1763 Ženeva – 5. ledna 1841 tamtéž) byl švýcarský botanik a protestantský teolog. 

## Život
Po studiu teologie byl roku 1787 vysvěcen a stal se farářem. Vedle svého zaměstnání se také věnoval botanice. Byl jmenován profesorem církevních dějin na ženevské univerzitě, a byl také čestným profesorem botaniky a fyziologie rostlin.
Jako první studoval historii vývoje řas. Ve své Histoire des Conferves d’eau douce popisuje u rodů Spirogyra a Zygonema proces konjugace. Také popsal výstavbu nových pletiv v buňkách Hydrodictyonu. Je po něm pojmenován rod žlutozelených řas Vaucheria.
Mezi jeho žáky patřili například Hans Konrad Escher von der Linth, Augustin Pyramus de Candolle, Carlo Alberto I., Hans Conrad Stadler a také Alexandre Colonna-Walewski.

## Dílo

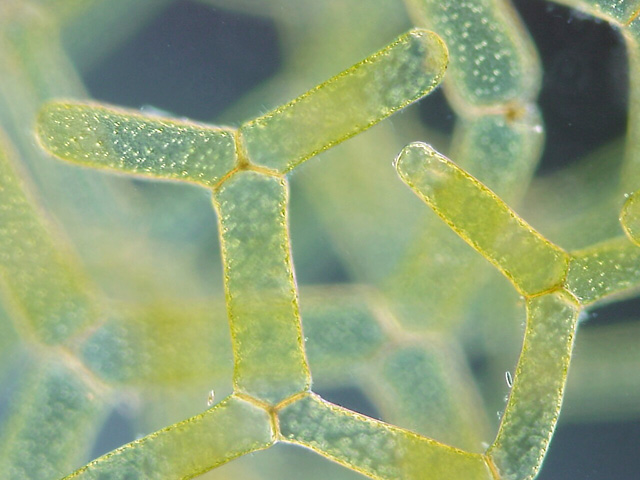
Hydrodictyon reticulatum

- Cours d’instruction religieuse Fick, Ženeva 1804/1807
- Histoire des Conferves d'eau douce, contenant leurs différens modes de reproduction, et la description de leurs principales espèces, suivi de l'histoire des Trémelles et des Ulves d'eau douce. Paschoud, Ženeva 1803
- Histoire physiologique des plantes d'Europe ou exposition des phénomènes dans leurs diverses périodes de leur développement. Marc Aurel Frères, Paříž 1841
- Mémoire sur la chute des feuilles. In: Mémoires de la Société de Physique et d'Histoire Naturelle de Genève, 1821/1822, str. 120-136
- Mémoire sur la sève d'août et sur les divers modes de développement des arbres. V Mémoires de la Société de physique et d'histoire naturelle de Genève, 1821/1822, str. 291-308
- Mémoire sur les seiches du lac de Genève, Paschoud, Ženeva 1805
- Monographie des orobanches, Paschoud, Ženeva 1822
- Monographie des prêles. Paschoud, Ženeva 1822
- Un séjour à Paris. 5 carnets de voyages, Bourot, Paříž 1782
- Sermon sur l’Ascension, 1818-1820
- Souvenir d'un Pasteur Genevois, ou recueil de sermons Fick, Ženeva 1842